# Maemo
Maemo is een open besturingssysteem voor smartphones en tablet-pc's. Het is ontwikkeld door Maemo Devices, onderdeel van Nokia. Maemo is gebaseerd op Debian (Linux) en maakt gebruik van de grafische gebruikersomgeving GNOME. Het besturingssysteem dat oorspronkelijk ontwikkeld is voor Nokia's tablets is later ook gebruikt voor Nokia's mobiele telefoons, te weten Nokia N770 (mei 2005), Nokia N800 (januari 2007), Nokia N810 (oktober 2007) en Nokia N900 (november 2009).

## Software
Maemo beschikt standaard over veel apps, maar er kunnen ook applicaties van derden geïnstalleerd worden. Volgende applicaties stonden standaard geïnstalleerd:
- Maemo Browser (Mozilla-gebaseerde webbrowser met Adobe Flash Player 9.4) en een RSS-lezer
- VoIP: Skype
- Standaard telefoonapplicaties
- Chat- en sms-functies
- Media: camera, foto's en mediaspeler
- E-mail, kalender en PDF-lezer
- Gps-software om een adres op te zoeken en routes te plannen
- Een klok, nota's en rekenmachine

### Apps van derden
Aangezien Maemo opensourcesoftware is en gebaseerd is op Linux, is het gemakkelijk voor derden om zelf apps te maken en eventueel programma's om te zetten (porten) van Linux naar Maemo. Een aantal programma's werden speciaal voor Maemo geschreven, terwijl de meerderheid gewoon werd overgenomen van Linux.

#### Mediaspelers
- MPlayer
- Canola
- Rockbox
- symfonie

#### Webbrowsers
- Mozilla Fennec
- Modest
- Midori

#### Chatsoftware
- Pidgin
- Skype (VoIP)
- Gizmo5 (VoIP)

### Ondersteunde bestandstypes
- Video: MPEG-1, MPEG-4, RealVideo, AVI en 3GP
- Audio: MP3, RealAudio, MPEG-4, WAV, AAC, AMP, MP2, AMR, AWB, M4A, WMA, M3U en PLS
- Afbeeldingen: JPEG, GIF, BMP, TIFF, PNG, SVG Tiny, ICO
- Tekst: PDF, HTML, tekstbestanden

## Geschiedenis

### Overzicht van versies
|         | Versie | Codenaam  | Identificatienummer | Releasedatum   | Eerste toestel | Opmerkingen                                                  |
| ------- | ------ | --------- | ------------------- | -------------- | -------------- | ------------------------------------------------------------ |
| OS2005  | 1.1    | -         | 2.2005.45-1         | November 2005  | 770            |                                                              |
| OS2005  | 1.1    | -         | 3.2005.51-13        | December 2005  |                |                                                              |
| OS2005  | 1.1    | -         | 5.2006.13-7         | April 2006     |                |                                                              |
| OS2006  | 2.0    | Mistral   | 0.2006.22-21        | Mei 2006       |                | Bètaversie                                                   |
| OS2006  | 2.0    | Mistral   | 1.2006.26-8         | Mei 2006       |                |                                                              |
| OS2006  | 2.1    | Scirocco  | 2.2006.39-14        | November 2006  |                |                                                              |
| OS2006  | 2.2    | Gregale   | 3.2006.49-2         | Januari 2007   | 770            |                                                              |
| OS2007  | 3.0    | Bora      | 2.2006.51-6         | Januari 2007   | N800           |                                                              |
| OS2007  | 3.1    | Bora      | 3.2007.10-7         | Maart 2007     |                |                                                              |
| OS2007  | 3.2    | Bora      | 4.2007.26-8         | Juli 2007      |                |                                                              |
| OS2007  | 3.2    | Bora      | 4.2007.38-2         | Oktober 2007   |                | SDHC corruption fix                                          |
| OS2008  | 4.0    | Chinook   | 1.2007.42-18        | November 2007  | N810           | (enkel N810)                                                 |
| OS2008  | 4.0    | Chinook   | 1.2007.42-19        | November 2007  |                | Kernelupgrade (enkel N810)                                   |
| OS2008  | 4.0    | Chinook   | 1.2007.44-4         | November 2007  |                | Bètaversie (enkel N800)                                      |
| OS2008  | 4.0    | Chinook   | 2.2007.50-2         | November 2007  |                |                                                              |
| OS2008  | 4.0    | Chinook   | 2.2007.51-3         | Januari 2008   |                | Enkel als NOLO-upgrade                                       |
| OS2008  | 4.1    | Diablo    | 4.2008.23-14        | Juni 2008      |                | Ondersteuning voor SSU                                       |
| OS2008  | 4.1    | Diablo    | 4.2008.30-2         | Augustus 2008  |                | Eerste SSU-update                                            |
| OS2008  | 4.1    | Diablo    | 4.2008.36-5         | September 2008 |                |                                                              |
| OS2008  | 4.1    | Diablo    | 5.2008.43-7         | December 2008  |                |                                                              |
| Maemo 5 | 5.0    | Fremantle | 1.2009.42-11        | November 2009  | N900           | Gebundelde Qt-bibliotheken, ondersteund door de gemeenschap. |
| Maemo 6 | 6.0    | Harmattan | -                   | 2011           |                | Officieel meegeleverde en ondersteunde Qt-bibliotheken       |

### OS2005
OS2005 was de eerste versie van Maemo en werd ontwikkeld voor Nokia 770. Het besturingssysteem bevatte Opera, Flash 6, e-mail- en RSS-clients, audio- en videospelers en pdf-lezers. Het was ook mogelijk om afbeeldingen te bekijken en een aantal simpele spellen en toepassingen uit te voeren.

### OS2006
In mei 2006 bracht Nokia een nieuwe versie uit van Maemo. De nieuwe versie zorgde voor verbeterde prestaties en stabiliteit. Hiernaast bevatte het ook een ingebouwde Google Talk-client, een nieuw uiterlijk en de mogelijkheid om 2GB-RS-MMC-kaarten (geformatteerd als FAT) te ondersteunen. Dit was de laatste officiële update voor de Nokia 770.

### OS2007
OS2007 werd uitgegeven samen met de N800 in januari 2007. Deze versie omvatte een groot aantal bugfixes en verbeteringen op het vlak van de prestaties. Hiernaast bevatte het ook de geüpdatete versies van Opera 8 en Flash 7, een nieuwe interface en verschillende API- en bibliotheekupdates.

### OS2008
In november 2007 kwam OS2008 uit, samen met de N810. Opera werd vervangen door MicroB, een nieuwe webbrowser gebaseerd op Mozilla-code. Naast een nieuwe webbrowser bevatte de nieuwe versie van Maemo ook ondersteuning voor Windows Media Player- en H.264-formaten, verbeterde ondersteuning voor USB-apparaten, het delen van bestanden via Samba en verschillende verbeteringen aan de gebruikersinterface. Ook Dynamic Frequency Scaling (tussen 165 MHz en 400 MHz) werd hieraan toegevoegd waardoor de N800 een snelheidstoename van 70 MHz kende.

### Diablo
Diablo was de codenaam voor de OS2008 Feature Upgrade. Deze update zorgde voor significante verbeteringen aan de applicatiemanager met de introductie van "Seamless Software Update" (naadloze software-update, afgekort SSU). Modest werd de standaard e-mailclient en er werd een nieuwe versie van de MicroB-browser vrijgegeven.

#### SSU
SSU verwijderde het flash-gebaseerd upgradesysteem van de vorige Maemo-versies. Bij eerdere versies moest de gebruiker bij elke upgrade zijn hele toestel leegmaken. Met SSU wordt dit vermeden doordat de gebruiker 'over-the-air' updates kan ontvangen en deze aan het livesysteem kan toevoegen. SSU ontkoppelde ook gebundelde software-updates van het algemene systeem, waardoor Nokia frequenter updates kon aanbieden voor individuele applicaties.

### Maemo 5
Maemo 5 of Fremantle was het standaard besturingssysteem voor de Nokia N900. Deze release bevatte een verbeterde gebruikersinterface, een X-server gebaseerd op X.Org, het Tracker-zoeksysteem, PulseAudio, de OHM-hardwaremanagementdaemon, het gUPnP UPnP-framework en Upstart. Gecko, BlueZ, gstreamer, GTK+ en Telepathy werden geüpdatet.
Naast verbeteringen op het vlak van software, kwam Maemo 5 ook met nieuwe hardware, de Nokia N900, zoals Texas Instruments OMAP3 SOC, een HSPA-modem, 3D-versnelling, media playback en een hd-camera.